# Zali Log
Zali Log je naselje u slovenskoj Općini Železniku. Zali Log se nalazi u pokrajini Gorenjskoj i statističkoj regiji Gorenjskoj. 

## Stanovništvo
Prema popisu stanovništva iz 2002. godine naselje je imalo 247 stanovnika.